# セレマ

セレマのシンボルの一つ（六芒星）

セレマ、テレマ（Thelema、/θəˈli-mə/）は、イギリスの作家、神秘主義者、オカルティスト、儀式魔術師のアレイスター・クロウリー（1875-1947）が1900年代初頭に始めた西洋の秘教的・オカルト的な霊的・社会的哲学、新宗教運動である。
セレマの中心にあるのは、自分の「真の意志」、つまり、ありきたりの欲望を超えたその人独自の目的と使命を発見し、それに従うという考え方ある。クロウリーの体系は『法の書』に始まるもので、彼によると本書は、アイワスという非物質的な存在のメッセージを（彼の妻のローズ・クロウリーが）口述したものである。この基礎となる著作には、中心的な公理「汝の意志することを行え、それが法のすべてである」を含む、重要な原則が記されている。この原則は、個人の自由と、愛に導かれ自分の真の目的を見出し真の道を追求すること、を強調している。

## 概要
「汝の意志することを行え」と「セレマ」という言葉の関連は、フランソワ・ラブレーに遡るが、さらに発達させ、布教したのは、この考えに基づいたセレマという名の宗教を創設したアレイスター・クロウリーである。この言葉自体は、ギリシア語のコイネーで、名詞のθέλημα（古典ギリシア語再建音でテレーマ）：「意志」、動詞θέλω：意志する、望む、目的とする、のラテン文字転写である。初期のキリスト教の書物では、神の意志、人間の意志そして、神の敵である悪魔の意志 としても使われている。
16世紀、フランソワ・ラブレーは、この言葉のフランス語であるテレーム（Thélème）を彼の著名な小説『ガルガンチュワとパンタグリュエル』の中で架空の僧院の名前として使用した。この僧院のたった1つの規則は"fay çe que vouldras" ("Fais ce que tu voudras"、または、 「汝の意志することを行え」または "do that which you want" (英語への逐語訳) )だった。この規則は、18世紀中頃にメドメンハムの僧院の入り口に地獄の火クラブの信条として彫刻をしたフランシス・ダッシュウッドによって復活し、現実世界でも使われた。
同じ規則は、1904年、アレイスター・クロウリーが『法の書』で使用した。この本は、「汝の意志することを行え」という言葉と、クロウリーがそれ以降に開発した哲学的、神秘的、宗教的体系の名前になったギリシア語のテレーマという言葉の両方を含んでいる。この体系は、オカルト、ヨガ、東洋と西洋の神秘主義（特にカバラ）の考え方を含む 。
シュリ・グルドブ・マヘンドラナ（svecchachara（サンスクリット語で「汝の意志することを行え」の意味））と言えば彼の事を指す）は、「ラブレー、ダッシュウッド、クロウリーはそのようなアジアの多くの崇高な理想を持っていた事を永続的な敬意で共有せざるを得ない」と書いた。

## 「セレマ」という言葉の背景・前例
θέλημα (テレーマ)という言葉は、元を辿ればギリシア語の聖書の中で人間の意志を動かすものとして、いくつかの記述がある。良く知られている例の一つは、マタイの福音書 6:10の「神への祈り」で、「御国がきますように、みこころ(θέλημα)が天に行われるとおり、地にも行われますように。」とある。聖書からのその他の引用は下記の通り。
また二度目に行って、祈って言われた、「わが父よ、この杯を飲むほかに道がないのでしたら、どうか、みこころが行われますように」 —マタイの福音書 26:42
しかし、彼を受けいれた者、すなわち、その名を信じた人々には、彼は神の子となる力を与えたのである。それらの人は、血すじによらず、肉の欲によらず、また、人の欲にもよらず、ただ神によって生まれたのである。 —ヨハネの福音書 1:12-13
あなたがたは、この世と妥協してはならない。むしろ、心を新たにすることによって、作りかえられ、何が神の御旨であるか、何が善であって、神に喜ばれ、かつ全きことであるかを、わきまえて知るべきである。 —ローマ人への手紙 12:2
一度は悪魔に捕らえられていてその欲するままになっていても、目ざめて彼のわなからのがれさせて下さるであろう。 —テモテへの第二の手紙 2:26
「われらの主なる神よ、あなたこそは、栄光とほまれと力とを受けるにふさわしいかた。あなたは万物を造られました。御旨によって、万物は存在し、また造られたのであります」。—ヨハネの黙示録 4:11
5世紀になって、アウグスティヌスは、彼のSermonのヨハネ 1:7-8に「愛せよ、そして汝の欲することを為せ」（Dilige et quod vis fac.）と書いた。
ルネサンス時代になり、Thelemiaと名付けられた特徴は、ドミニコ会の僧侶フランシスコ・コロナの『ヒュプネロトマキア・ポリフィリ』の中で意志または欲望を表している。コロナの作品は、振返ると、「テレームの僧院」を含む『ガルガンチュワとパンタグリュエル』を書いたフランシスコ会僧侶フランソワ・ラブレーに多大な影響を与えた。

### ラブレーのテレーム（Thélème）
フランソワ・ラブレーは、16世紀のフランシスコ会の僧侶で後にベネディクト会の僧侶である。最終的には、彼は薬学の勉強のため修道院を去り、1532年にリヨンに移る。そこで続き物の数冊の小説『ガルガンチュワとパンタグリュエル』を書く。それらの本は、2人の巨人、父（ガルガンチュワ）とその息子（パンダグリュエル）と彼らの冒険の物語で、おもしろおかしく、おおげさで、風刺がきいている。
その最初の本(52-57章）には、巨人ガルガンチュワの建てたテレームの僧院が書かれている。それは修道院の施設をからかうもので、僧院にはスイミング・プールとハウスキーピング・サービスがあり、見える場所に時計がない。
門の碑文の詩の一つには、テレームとしてこう書いてある。

恩寵、敬意、賞賛、歓喜、

ここに昼と夜滞在する。

健やかな肉体と、

健全な精神と。

ここで追い求めるものは、

恩寵、敬意、賞賛、歓喜
しかし、下記の冗談は理想郷と理想社会の厳しい現実を風刺している。ラブレーは僧院のテレミート（英語読みでセレマイト）がどのように生活し、規則によって彼らの生活をどうなるのかを説明している。
彼らの人生のすべては、法や、地位、規則には費やされず、自由意志と快楽に従うものであった。彼らは起きたい時に起き、食べたい時に食べ、飲み、働き、寝て、そのためにマインドを持ち、その為に処理した。誰も彼らを起こす者はなく、誰も彼らに食べることを強いず、他にすることは何もなかった。つまりその為にガルガンチュワはその僧院を建てたのだ。彼らの規則とそこで厳密に従う命令のすべては、次の一言だった。
汝の意志することを行え;

なぜなら、人々は自由で、家柄が良く、育ちが良く、仲間に誠実なため、自然に生まれ持った才能を持ち、美徳の行動に拍車をかけ、悪徳から身を引き、高潔と呼ばれるからだ。その同じ人々が、支配され強要されたとき、押さえつけられて抑圧され、以前は美徳に傾斜していた気高い気質から外れ、あまりにも非道に囚われた奴隷の拘束を振りほどき壊す。つまり、人の本質は、禁止された物事を切望し、拒否されたものを欲するのは道理に合っている。
多くの研究者は、このフランス人作家は明確にキリスト教的視点から書き、 一方で教会に相反することを指摘している 。聖フランシス・デ・セールス、アレンタウン大学のアレキサンダー・ポセトは、マルティン・ルターがラブレーに影響を与えたと主張している 。M. A. スクリーチは、風刺作家の正統な視点だと強調している 。
別の出典はラブレーはルターを真似、改革論者の視点から教会を：
簡素化されたラブレーの「ミサ」は、ユダヤ人としてローマ教会の形式化された儀式を非難したエラスムスへの合意を表している。最も人間主義者で改革主義者達は最後の晩餐の凝り固まって因習化された式典を非難する。それ故に、ラブレーのミサはパンタグリュエルの仲間達が親しく交流し合い、パンを食べワインを飲んでいるのである。教会の中の急進的な改革主義者といたずら好きな保守派の間で、節度は破壊され危険な状態となり、それでもパンタグリュエルは危険を犯して彼の考え方を守るであろう。
エーリヒ・アウエルバッハは、1946年の著作『ミメーシス』でこれらの全てを否定し、ラブレーの考え方について画期的な解釈を書いた。アウエルバッハによれば、ラブレーが描いた中世的世界の素材の再解釈は本来の意図と機能を変更しているので反キリスト教的に見えるが、そうではない。彼の文体の要諦は見方、感じ方、考え方が自由になった点にあるとする。

### フランシス・ダッシュウッドと地獄の火クラブ
フランシス・ダッシュウッド は、メドメンハムの僧侶達と呼ばれたグループを作ったとき、 (地獄の火クラブとして良く知られる) ラブレーの考え方のいくつかをフランス語で適用した。僧院はメドメンハムに建設され、ブリタニカ百科事典第11版に下記のように記載された。
マーローのテムズ川上流にあるメドメンハムに、1201年に建てられた点在する居住施設のあるシトー会修道院があり、そこは、18世紀中頃に創設者の聖フランシス・ダッシュウッド（1708-1781：後にラ・ディスペンサー卿となる）から名前を取ったフランシアンと呼ばれる社交クラブの集会所として悪評となった。そのクラブは地獄の火クラブとしてもしられ、ジョン・ウィルクス、バブ・ドディントン他政治的に悪評高いメンバーがいた。そのクラブのモットーは、fay Ce que voudras（汝の意志することを行え）であり、ラブレーのガルガンチュア物語に出てくるテレームの僧院を真似て修道院の入り口に刻まれた。
ダッシュウッドの地獄の火クラブが何をしていたのか、何を信じていたのかを証明するものはほとんどない。1つの直接的な証拠となるものは、内輪のサークルの支部を一度も訪れたことがない団員のジョン・ウィルクスによるものだけである。彼は、その起源を下記のように表現した。
お偉方、愉快な男達、幸せなビーナスとバッカスの信奉者達、といった人々はワインで女を祝い、宴を盛り上げる為に時々集まり、彼らは古代からのすべての贅沢な考えを引っ張り出し、古典贅沢品の伝統で彼ら自身の新しい快楽を深めた。
そのグループは、ドアに掲げた碑文というよりも、よりラブレーに由来していて、タワーズ中佐の意見では、「私の洞窟の印象はこんな風に言える。彼らはダッシュウッドのラブレーの関連した章の朗読に基づき、ディオニュソスの予言的な寺院として使っていた。」と書かれている 。
ナサニエル・ラクソール卿 は、Historical Memoires (1815)の中で、悪魔的儀式を行っている僧侶達と非難したが、それらの訴えは噂話として却下された。 ジェラルド・ガードナーとマイク・ハワードらは、僧侶達は「女神」を奉っていると言った。ダニエル・ウィレンズは、そのグループはフリーメイソンの儀式のような物をしていると論じたが、同時に彼は、ダッシュウッドはローマ・カトリック教会の秘伝の秘跡を行っていたようだとも言っている。ウィレンズは、ウィルクスに、もし彼が見たことがあるとしても、仮にその地下組織の様式がその公共の形を正確に踏襲していたとしても、それが正式なカトリックのミサだったのかどうか尋ねた。ブリティッシュ・コロンビアとユーコンのグランドロッジは、フリーメイソンとの関わりを最小限に抑えた。

### 以降の歴史上の記述
後に、ウォルター・ベサント卿とジェームス・ライスは、ラブレーのテレームの寺院を彼らの小説The Monks of Thelema (1878)で、C.R. アシュビーは、ユートピア・ロマンス小説のThe Building of Thelema (1910)で参照した。
ラブレーとクロウリーの間に生きた人々で、しばしば好きな事をする人という意味でセレマイトという言葉が使われた。彼らは良い意味で使用したが、しばしば秘密や否認権というような意味でも使った。

## 本論
アレイスター・クロウリー（1875-1947）は、イギリスのオカルティスト、著述家、社会的扇動者であった。
クロウリーの主張するところによれば、1904年、彼はアイワスと呼ばれる存在から『法の書』を授かり、同書は彼がセレマと呼ぶ宗教・哲学体系の土台としての役目を果たすことになった。クロウリーはこの書から下記の言葉をセレマの法として要約した。
- 汝の意志することを行え、それが法のすべてとなろう[41]
- 愛は法なり、意志の下の愛こそが[42]
- 「汝の意志することを行え」を越える法はない[43]

シュリ・グルデヴ・マヘンドラナスらは、クロウリーはラブレーからセレマの法を蘇らせたと書いている。アレイスター・クロウリーは『セレマの前歴』（The Antecedents of Thelema, 1926）の中で、ラブレーは「マスター・セリオン自身の理解するところとまさしく同じようなセレマの法を本質的に説いており」、さらに「ラブレーの最高傑作には、370年後にアイワスがアンク・アフ・ナ・コンスに啓示するであろう書のことを明確に予見した内容が完全な形で収められている」と書いた。しかし、クロウリーの伝記作家ローレンス・スーテインは以下のように異なる見解を述べている。
予言の問題は別として、ラブレーはセレマの先駆者ではなかった。ラブレーは異端的な信条において禁欲的自制と自発的なキリスト教信仰と親切心とを混ぜ合わせたのであり、それは愉快なものであって、体系的なものを示そうとしたものではなかった。

### 『法の書』
クロウリーのセレマの体系は Liber AL vel Legis （エルもしくは法の書）という正式名称をもつ『法の書』に端を発する。それは新婚旅行で妻ローズ・クロウリーと訪れたエジプトのカイロで、彼女が口述し書き留められた。この短い本は3つの章で構成され、各章は1904年4月8日、9日、10日の正午から1時間の間に書かれた。クロウリーはアイワスという名の存在の声を筆記したと主張しており、彼は後にこの存在を彼自身の聖守護天使と同一視した。しかしダン・エバンスの分析では、ラブレーだけでなく、フローレンス・ファーが演じた「ハトホルの愛人と黄金の鷹の聖堂」にも類似点がある。
クロウリーは『法の書』の解説をいくつか書いており、最後に書かれたのは1925年である。「注記」と呼ばれるこの短い文章は、この書を研究したり内容を議論したりすることを戒め、「法に関するすべての質問は、わが著作への懇請によってのみ決定される」と述べ、アンク・アフ・ナ・コンスの署名がある。唯一知られているアンク・アフ・ナ・コンスの著作とは、啓示の碑板上に見られるものがそれである。

### 真の意志
クロウリーによれば、すべての個人にはエゴのありふれた欲求や欲望とは区別されるべき「真の意志」がある。真の意志とは、本質的に言って個人の「天職」（キリスト教でいう「召命」）もしくは人生の「目的」のことである。後の魔術師たちの一部はこれを、神の助力や他の神聖な権威の力を借りずに自分自身の努力によって自己実現を達成することを含意するものと捉えている。この考え方はクロウリーが1904年以前にとっていた立場に彼らを近づけるものである。クロウリーは、女性の真の意志についてさらに具体的に述べている。彼は、「女性はほとんどつねに自らの真の意志の重要な部分を意識している。つまり子供を産むことである。彼女らにとって他は比べ物にならない…」と書いた（クロウリーの性差別的に見える面の関連については en:Aleister Crowley#Sexism を参照）。
クロウリーは真の意志を発見するためには無意識の欲望を意識の支配から解き放つ必要があると信じていた。とりわけ彼は性欲の表出を神的創造力に結びつけて捉えており、これに対する束縛を解かなければならないと考えた。彼は、個々人の真の意志は、各人にとって固有の唯一無二の存在であるダイモーン（守護神）たる聖守護天使と同一であると教えた。

### 懐疑主義
クロウリーは、少なくともその生徒には、瞑想や魔術を通じて得たすべての結果に対して懐疑的な検証を行うように教えた。彼は、状況をすべて書き留めるようにする魔法日記をつける必要性と関連づけた（実践と儀式を参照）。Liber ABA (Magick, Book 4) Part 1 （1912-1913年に書かれた。日本語訳は『神秘主義と魔術』第一部）の中で、クロウリーは有力な宗教家たちのさまざまな教えの類似点を描きながら次の楽観的な見解を示した。
一見これらの教えは違ったものに見えるが、あるレベルの体験を披瀝しているという点ではみな一致している。50年前は超自然的と呼ばれたであろうが、現在では心霊的と呼ばれ、50年後には、起きた現象の理解に基づいてもっとまともな名前になっているだろう、そんな類の体験である。

### 宇宙論
クロウリーのセレマの主要な神々は古代エジプトの宗教から来ている。セレマの宇宙論における至高の神格は女神ヌイトである。彼女は大地の上に架かる夜空であり、裸の女性の形に象徴される。彼女は偉大なる母、万物の究極の源と考えられている。
セレマの第二の主神は無限小の点であり、ヌイトの補完者にして配偶者とされる神、ハディートである。ハディートは顕現、運動、時間を象徴する。彼は『法の書』において「あらゆる人間の心の内、そしてあらゆる星の中心核にて燃える炎なり」とも表現されている。
セレマの宇宙論における第三の神はラー・ホール・クイトであり、ホルスの顕現である。彼は棒を持ち玉座に就いた鷹頭の男性として表される。彼は太陽とセレマ魔術の活動的なエネルギーに関連付けられる。
セレマの宇宙論におけるその他の神は下記の通り。
- ホール・パアル・クラアト（別名ハルポクラテス）：沈黙と内なる力の神、ラー・ホール・クイトの兄弟[56]。
- ババロン：すべての快楽の女神、処女娼婦としても知られる[56]。
- セリオン：ババロンが乗る獣であり、男性の中の野獣、自然の力を象徴する[56]。

### 魔術
セレマの「魔術」は肉体的・心的・霊的鍛錬のための訓練体系である。クロウリーは魔術を「意志に従って変化を起こすサイエンス（科学、学問、学知）にしてアート（芸術、技術、学芸）である」と定義した。彼は真の意志を発見するための手段として魔術を推奨し、セレマの法の述べるところ、たとえば、星幽界での作業について書いている。クロウリーはその一般過程を Magick, Book 4 の中で説明している。
自分が誰なのか、自分が何なのか、自分がなぜ存在しているのか…ということを魔術師は自分で探り出し、疑いようのない確信を得なければならない。そうして突き進むべき適切な進路を意識したら、次はそれをやり遂げるために必要な諸条件を理解することである。その後、自分の中から成功にとって邪魔になる要素をすべて取り除き、自分の中にある、前述の諸条件を制するために特に必要な部分を成長させなければならない。

#### 実践と儀式
セレマにおける魔術実践は主に個人的作業である。魔術の実践にはいくらかの祝祭的要素も含まれているが、一般的には、真の意志を見つけ、その実現を助けることが目的である。
クロウリーは東洋の実践と黄金の夜明け団に由来する西洋魔術の実践を統合した。彼は以下に挙げるような多くの実践を弟子に推奨した。
- 基本的なヨーガ：（アーサナとプラーナーヤーマ）[64]
- 小五芒星の儀式：追儺と召喚（黄金の夜明け団）[62]
- Liber Samekh：聖守護天使の召喚の儀式[62]
- Liber Resh：太陽に対する日に4度の礼拝[62]
- 魔法日記をつける[65]
- 性魔術：自慰、異性愛、同性愛を含む様々な形の実践[66]

### 倫理
セレマは個人的哲学であり、通常の意味での倫理という概念を持たない。クロウリーは『法の書』(II,28) に対する「新しい注釈」の中でこう書いている。
「これが正しい」という基準などない。倫理とは戯言である。それぞれの星は独自の軌道を行くべきである。「道徳原理」などクソ食らえ。そんなものはどこにもないのだ。
『法の書』は個人の行為のいくつかの規範を明確にしている。最も重要なのは「汝の意志することを行え」で、それは法の「すべて」として提示されており、それを越える法はない。また、それは「権利」-“たった一つの”権利-であり、“剥奪しえない”ものである。セレマの解釈者の中には、この権利には他の人が干渉されずに彼ら自身の意志を行うままにさせておくという義務が含まれているものと考える人もいるが、そのような考えは『法の書』には記載されていない。
クロウリーはセレマの法の観点から見た個人の行為について彼の個人的な見解を提示したいくつかの付加的な文書を書いた。そのいくつかは、他の人との干渉の問題に取り組んでいる（Liber Oz、Duty、Liber II）。

#### Liber Oz
『Ozの書』（Liber Oz）は「汝の意志することを行え」という一つの包括的な権利が含意する個人の権利の一部を列挙するものである。
各人は以下の権利を有する。
自分自身の法によって生き、
自分の意志するやり方で生き、
自分の意志するままに働き、遊び、休息し、
自分の意志する時に自分の意志する方法で死に、
自分の意志するものを飲食し、
自分の意志するところに住み、
自分の意志するままに地上を動き回り、
自分の意志するままに考え、話し、描き、塗り、彫り、刻みつけ、型取り、建て、服を着、
自分の意志する時に、意志するところで、意志する人を愛し、
これらの権利を邪魔する者らを殺す権利を有する。

#### Duty
『義務』（Duty）は、「セレマの法を受け入れる者が順守すべき実際の行為の最重要規則に関する注記」であると説明される。これはクロウリーがA∴A∴のために書いた番号付きの Liber と名の付く書ではなく、特別にOTOのために書かれた文書に挙げられるものである。以下の4つの章がある。
A. 自己への義務
自己の内なる本質について学ぶ使命と共に、自己は宇宙の中心であると説明する。すべての能力をバランス良く発達させ、自己の自主性を確立し、自己の真の意志に力を尽くすことに集中することを勧告する。
B. 他者への義務
自身とそれ以外の人々との間に懸隔があるという幻想を排除し、必要な時に戦い、他人の意志を妨害することを避け、必要な時は他者を啓発し、すべての生き物の神的本質を崇拝することを勧告する。
C. 人類への義務
セレマの法が行為の唯一の基盤となるべきこと、国の法律はすべての個人の偉大な自由を守るという目的を持つべきであることを勧告する。犯罪とは自己の真の意志の侵害となることであると説明される。
D. すべての他の生き物や物への義務
すべての問題と状態に対してセレマの法を適用することを勧告する。「動物や物をその本来の役割から逸脱させることによって、その生来の性質を誤用することはセレマの法の侵害となる。」「セレマの法は行為についてのあらゆる問題を解決することに断乎として適用されるべきである。」

#### Liber II
『第二の書：マスター・セリオンのメッセージ』（Liber II: The Message of the Master Therion）では、セレマの法は「汝の意志することを行え―そして他になにもするな」といっそう簡潔に要約されている。著者は「したがってそれは、果てしない不変の永久運動についての概念である。涅槃とは静的なものではなくもっぱら動的なものであり、これは結局同じことになるのだ」と書き、意志の探求は結果に執着することなき弛まざる活動だと述べている。

## 現代のセレマ

### セレマ思想の多様性
セレマの教義の中核は、「汝の意志することを行え」である。しかし、これを越えて非常に広範囲なセレマ解釈が存在する。現代のセレマはひとつの諸教混交的な哲学にして宗教である。セレマに重大な影響を与えているものの一つはアジア仏教とタントラの伝統である。それはまた逆転した異端的キリスト教（主にグノーシス主義）の要素を持ち、左道と考えられている（注：もっとも、クロウリーは著書の中でこの言葉を違った意味に用いている）。
多くのセレマイトは極端に教条的または原理主義者的な考え方を避けている。クロウリー自身はそれぞれの個人に備わっている意志の唯一無二の本質を次のように強く強調している。
私のヴィジョンを他の人に伝えることは、他の人が私に伝えるようにはできない、ということは認めざるをえない。私はそれを残念には思わない。私とだいたい同じような方法で達成できる探究する価値のある何かが疑いようもなく存在するという真実を求める探求者たちに、私の得た成果が確信を与えることができさえすればそれでよい。私は群れを作り出したり、愚者や狂信者の崇拝物になったり、信者が私の意見をおうむ返しすることで満足する信仰の創始者になったりすることを望んでいない。私はそれぞれの人がジャングルの中で自分の道を切り開くことを望んでいる。
したがって現代のセレマイトは、ディスコーディアニズム、ウイッカ、グノーシス主義、サタニズム、セティアニズム、ルシフェリアニズムなど、二つ以上の宗教を実践している場合もある。多くのセレマ信者は（クロウリー自身がその最たる例だが）セレマと他の霊的思想体系との相関関係を認識している。つまり多くの人は錬金術、占星術、カバラ、タントラ、タロット、ヨーガなどの他の伝統の方法と実践を自由に取り入れている。例えばヌイトとハディートは、道家の道と徳、ヒンドゥー・タントラのシャクティとシヴァ、仏教の空と菩提心、カバラのアイン・ソフとケテルに対応するものと考えられている。
A∴A∴やOTOなど、本来のクロウリーの体系に忠実であると主張している団体もあるが、近年、OTOのアメリカ合衆国のグランドロッジの現グランドマスターは、裏付けとなる論拠なしに「聖ラブレーは風刺や小説という道具立てを使って現実の人間社会に役に立つ青写真とするつもりはなかった」と主張し、「ラブレー的セレマ」を「無益な気晴らし」として退けた。この意見はすぐに論駁された。
ソロール・ネマ（後述）、ケネス・グラント、 アマド・クロウリーなど、自分たちはセレマイトであると考えている他の団体や人物は、クロウリーの体系はセレマの顕現の可能性のひとつにすぎないとして独自の体系を作った。それらの中には、ある意味では『法の書』を受け入れているが、それ以外のクロウリーの“霊感を受けた”書物や教えを認めていない団体や個人もある。また、クロウリーの魔術技法、倫理、神秘主義、宗教思想など、彼の全体的な体系の特定の面のみを採用し、その他は無視している団体や個人もある。
1928年にドイツで創設された土星同胞団（en:Fraternitas Saturni）はセレマの法を採用したが、これを拡大適用して "Mitleidlose Liebe!" （思いやりのない愛）という言葉を提唱した。また、ドイツに拠点のある「セレマ協会」（The Thelema Society）は、『法の書』とクロウリーの多くの魔術を採用すると同時に、フリードリヒ・ニーチェ、チャールズ・サンダース・パース、マルティン・ハイデッガー、ニクラス・ルーマンといった他の思想家の考え方を取り入れている。
アメリカでは、マギー・インガルズ（ソロール・ネマ）の著書が、1979年に創設されたホルス＝マアト・ロッジという団体とともに「マアト魔術」と呼ばれる潮流を引き起こした。この潮流はクロウリーのセレマの本質的な要素と、ネマの霊界通信文書 Liber Pennae Praenumbra において打ち立てられた、エジプトの女神マアトに基づく体系とを統合したものである。ホルス＝マアト・ロッジは、現在のホルスのアイオンと次のマアトのアイオンとを結びつけ、人類の統合された心を覚醒させ、人類が調和を達成することを目指している。
また、他の団体の中にもセレマイトがいる。ネオペイガン団体、全世界の教会（Church of All Worlds）の会長、ラサラ・ファイヤーフォックスはセレマイトであり、性魔術師である。他にも少数派ながら相当数のCAWの会員がセレマイトであることを認めている。

### セレマ的諸団体
最も有名な現代の2つの団体は、クロウリーが存命中に首領を務めたA∴A∴とOTOである。前者はクロウリーのセレマの神秘主義体系を通じて参入者を指導することを目的とした教育的秘密結社である。後者は当初フリーメイソンのメンフィス&ミツライム儀礼（ほとんどのメイソンのグランドロッジと大東社からは非正規のメーソンリー儀礼と考えられていた）から発展した友愛結社であり、グノーシス・カトリック教会（グノーシスのミサを執り行っている）を包含している。
1947年のクロウリーの死後、彼の最初の事業を続行すべく他の団体が生まれた。たとえば、フィリス・ゼックラー（en:Phyllis Seckler）のセレマ大学（College of Thelema）、ケネス・グラントのタイフォニアンOTO、マルセロ・ラモス・モッタのソサエティOTO、ソニック＝ウラニアンOTO（Chthonic-Ouranian OTO）、OTO財団、ホルス＝マアト・ロッジ、セレマ的黄金の夜明け団（the Thelemic Order of the Golden Dawn）、ラ―・ホール・クイトの聖団（the Holy Order Of Ra-Hoor-Khuit）、オープン・ソース黄金の夜明け団（en:The Open Source Order of the Golden Dawn）、セレマ騎士団（The Order of Thelemic Knights）、普遍グノーシス教会（en:Ecclesia Gnostica Universalis）などがある。
他にもIOTやセトの寺院など、セレマから発想や手法を得た幅広い多様な特徴を持つグループが存在する。土星同胞団、鷹とジャッカルのカヴン（the Hawk and Jackal Covens）、セレマ協会などのグループはセレマの法を導入しているが、クロウリーの体系の特定の要素を除外する一方で、他の神秘主義や哲学や宗教の体系を導入している。

## 他宗教からのコメント
ドイツのヴィースバーデンにある自由カトリック教会の司教フェデリコ・トリィは、そのドイツ語の著書 Thelema — Im Spannungsfeld zwischen Christentum, Logentradition und New Aeon の中で、キリスト教の弁証法的帰結としてセレマを提起した。トリィにとってキリスト教はキリストの共同体として存在しているが、トリィはセレマを世界に対する必然的な個人主義的反応と見ている。
トリィは、「救済の歴史」（Heilsgeschichte）との関連でクロウリー主義のセレマを論じている。トリィは、クロウリーの「救済の歴史」を、全世界（すなわち神の意志）は統合（錬金術の常套句である「凝固」 coagula に類似している）すべきであるとするものの一つと見なしている。惹きつけ合い結びつく（「愛は法なり、意志の下の愛こそが」）という形をとる「愛」というものは、普遍的原理であり、それゆえに自然宗教の概念に類似している。（トリィにとって）主な違いは、キリスト教による全世界（"Ganzheit"）の救済は「唯我論的」な男によって成されることはありえないということである。トリィはクロウリーを、才能はあったが失敗した芸術家もしくは「秘儀伝授者」であり、悪魔主義者ではなかったと見ている。

## 関連書籍
- Crowley, Aleister (1996). Little Essays Toward Truth. New Falcon Publications. ISBN 1-56184-000-9. ""[...] But none of this shakes, or even threatens, the Philosophy of Thelema. On the contrary, it may be called the Rock of its foundation.""
- Frater Choronzon, THE HELLFIRE CLUB AND OTHER SWINGERS
- Del Campo, Gerald. Rabelais: The First Thelemite. The Order of Thelemic Knights.
- Melton, J. Gordon (1983). "Thelemic Magick in America." Alternatives to American Mainline Churches, ed. Joseph H. Fichter. Barrytown, NY: Unification Theological Seminary.
- Starr, Martin P. (2004) A Hundred Years Hence: Visions of a Thelemic Future (Conference Paper presented at the Thelema Beyond Crowley )
- Starr, Martin P. (2003). The Unknown God: W.T. Smith and the Thelemites. Bolingbrook, IL: Teitan Press.
- van Egmond, Daniel (1998). "Western Esoteric Schools in the Late Nineteenth and Early Twentieth Centuries." in van den Broek, Roelof and Hanegraaff, Wouter J. Gnosis and Hermeticism From Antiquity To Modern Times. Albany: State University of New York Press.
- Voxfire, Thomas (2004). "Something from Nothing: the Essence of Creation" in Essays for the New Aeon. Retrieved April 5 2005.